# Nhiệt trị liệu
Nhiệt trị liệu (tiếng Anh: thermotherapy) là một phương pháp điều trị của vật lý trị liệu, trong đó sử dụng các tác nhân gây nhiệt để mang lại hiệu quả điều trị.
Tùy theo nhiệt độ của tác nhân gây nhiệt, chia thành hai loại: nhiệt nóng (có nhiệt độ từ trên 37 °C đến khoảng 45-50 °C) và nhiệt lạnh (thường dưới 15 °C).

## Nhiệt nóng

### Tác dụng

#### Phản ứng vận mạch
Nhiệt nóng gây giãn động mạch nhỏ và mao mạch tại chỗ, có thể lan rộng ra một bộ phận hay toàn thân. Tác dụng giãn mạch làm tăng cường tuần hoàn, làm giảm co thắt, giảm đau tăng cường dinh dưỡng và chuyển hóa tại chỗ, từ đó có tác dụng giảm đau đối với các chứng đau mạn tính.

#### Với hệ thần kinh cơ
Nhiệt nóng có tác dụng an thần, điều hòa chức năng thần kinh, thư giãn cơ co thắt, điều hòa thần kinh thực vật. Do đó có tác dụng tốt với các chứng đau mạn tính gây co cơ.

#### Tác dụng giảm đau
Mức độ giảm đau của điều trị nhiệt phụ thuộc vào loại đau và nguyên nhân đau. Tác dụng giảm đau do các cơ chế:
- Do tăng cường tuần hoàn tại chỗ làm nhanh chóng hấp thu các chất trung gian hóa học gây đau như bradykinin, prostaglandin...
- Kích thích nhiệt nóng được dẫn truyền theo các sợi thần kinh to sẽ ức chế cảm giác đau được dẫn truyền theo các sợi thần kinh nhỏ.
- Do làm thư giãn cơ.

### Chỉ định và chống chỉ định

#### Chỉ định tại chỗ
- Giảm đau, giảm co thắt cơ trong các chứng đau mạn tính như: đau thắt lưng, đau cổ vai cánh tay, đau thần kinh tọa, đau thần kinh liên sườn, đau khớp, đau cơ...
- Tăng cường dinh dưỡng tại chỗ trong các trường hợp vết thương, vết loét lâu liền, làm nhanh liền sẹo.
- Làm giãn cơ để phục vụ các kỹ thuật trị liệu khác như xoa bóp, vận động...

#### Chống chỉ định
- Các ổ viêm đã có mủ, viêm cấp, chấn thương mới đang xung huyết, các khối u ác tính, lao, vùng đang chảy máu hoặc đe dọa chảy máu, giãn tĩnh mạch da.

## Các phương pháp điều trị nhiệt nóng

### Nhiệt dẫn truyền

#### Paraffin
Paraffin là một hỗn hợp có nhiều hydrocarbua từ dầu hỏa, paraffin dùng trong điều trị là loại tinh khiết, trung tính, màu trắng, không độc. Khi sử dụng thường pha thêm một ít dầu paraffin để tăng cường độ dẻo, không bị giòn gãy.
- Paraffin có nhiệt dung cao, nhiệt độ của khối paraffin nóng giảm rất chậm, nên có thể truyền nhiệt cho cơ thể một lượng nhiệt lớn trong thời gian tương đối dài. Do vậy nhiệt do paraffin truyền có thể vào tương đối sâu.
- Nhiệt do paraffin cung cấp là nhiệt ẩm, tức là khi ép miếng paraffin nóng vào da sẽ kích thích tăng tiết mồ hôi, nhưng mồ hôi này vẫn còn đọng lại làm cho da luôn ẩm, mềm mại và tăng tính đàn hồi (các phương pháp nhiệt khác gây bốc hơi mồ hôi làm cho da khô và giòn).
- Điều trị bằng paraffin không bị bỏng: khi paraffin nóng chảy ở nhiệt độ 52-53 °C tiếp xúc với da ngay lập tức lớp paraffin tiếp xúc sẽ đông lại và giảm nhiệt độ tạo thành một lớp màng ngăn cách giữa paraffin nóng với da nên không gây bỏng. Trái lại với nước nóng trên 42 °C đã có thể gây bỏng do không có tính chất trên.

#### Các phương pháp sử dụng parafin
- Đắp paraffin: đổ paraffin nóng chảy vào khay men dày 3 cm, để cho nguội tự nhiên đến khi miếng paraffin đông mềm đều bên trong không còn lỏng, lúc đó nhiệt độ miếng paraffin khoảng 43-45 °C rồi ủ trong chăn hay trong tủ nhiệt để điều trị sau. Khi dùng tách miếng paraffin đó ra đắp trực tiếp lên da vùng cần điều trị, lót một lớp nylon rồi phủ chăn ra ngoài để giữ nhiệt. Thời gian điều trị mỗi lần 20 phút.
- Nhúng paraffin: thường dùng cho ngón tay, bàn tay, ngón chân, bàn chân nơi khó đắp miếng paraffin. Đổ paraffin nóng chảy vào ca hoặc chậu, lần đầu nhúng nhanh bộ phận cần điều trị vào rồi rút ra ngay, khi đó một lớp paraffin mỏng bám vào da sẽ đông kết ngay, tiếp tục nhúng 3-4 lần nữa để lớp paraffin phủ ngoài dày lên như một khối, sau đó dùng khăn ủ 20-30 phút.

#### Các phương pháp nhiệt dẫn truyền khác
Các loại túi nhiệt (hot pack):
Là các túi cao su hoặc polyme bên trong đựng các chất tạo nhiệt dùng để chườm đắp vào vị trí đau. Người ta thường dùng các chất tạo nhiệt như sau:
- Túi paraffin: cho paraffin vào túi, đuổi hết khí rồi dán kín, khi dùng đem túi ngâm vào nước nóng 80 °C cho đến khi paraffin nóng chảy hết thì lấy ra để một lát cho lớp ngoài nguồi bớt thì dùng.
- Túi nước: là phương pháp đơn giản nhất có thể sử dụng các túi sắn có, đổ nước ấm 40-54 °C vào túi, bịt miệng túi rồi chườm đắp lên chỗ đau.
- Túi silicat: dùng silicat khô cho vào túi vải, khi ngâm vào nước các phân tử silicat hút nước làm túi phồng ra, khi đó đem túi đun trong nước cho đến nhiệt độ 50-60 °C thì đem ra dùng. Sau điều trị treo túi ở nơi khô thoáng cho cát khô.
- Túi gel đặc biệt: trong túi chứa một loại chất gel đặc biệt, bình thường ở dạng lỏng bên trong có một nút bấm tạo phản ứng dây chuyền. Khi dùng đem bấm nút trong túi để tạo phản ứng sinh nhiệt làm túi nóng lên đồng thời chất gel bị kết tủa thành chất bột mềm, khi túi nguội đem đun túi trong nước sôi cho đến khi chất kết tủa trở lại hoàn toàn trạng thái lỏng ban đầu thì đem ra dùng.

Nước nóng:
Dùng nước nóng nhân tạo hoặc nước nóng tự nhiên ở các suối nước nóng. Ngâm tắm nước nóng toàn thân ngoài các tác dụng toàn thân như cải thiện chức năng tuần hoàn, hô hấp, thư giãn thần kinh, thư giãn cơ, còn là một biện pháp có hiệu quả trong điều trị các chứng đau mạn tính ở nhiều vị trí trong cơ thể như: viêm da dây thần kinh, viêm đa khớp...

### Nhiệt bức xạ - hồng ngoại
Bức xạ hồng ngoại là bức xạ ánh sáng không nhìn thấy có bước sóng trong khoảng từ 400.000 nm đến 760 nm, nguồn phát có nhiệt độ càng cao thì bức xạ ra tia hồng ngoại có bước sóng càng nhỏ. Là bức xạ có nhiệt lượng cao nên còn gọi là bức xạ nhiệt. Do đó tác dụng của hồng ngoại chủ yếu là tác dụng nhiệt, vùng da chịu tác động nhiệt của hồng ngoại sẽ dãn mạch đỏ da giống như các phương pháp nhiệt khác, nên có tác dụng giảm đau chống viêm mạn tính, thư giãn cơ. Độ xuyên sâu của bức xạ hồng ngoại vào cơ thể nhìn chung là rất kém, chỉ khoảng 1–3 mm.

### Nội nhiệt - sóng ngắn và vi sóng
Sóng ngắn là những bức xạ điện từ có bước sóng tính bằng mét (còn gọi là sóng radio cao tần, hay điện trường cao tần), sóng ngắn dùng trong điều trị thông thường có bước sóng 11 m (tương đương tần số 27,12 MHz) và 22 m (tần số 13,56 MHz). Người ta tạo ra sóng ngắn bằng cách cho dòng điện siêu cao tần chạy trong các điện cực kim loại (điện cực cứng hình đĩa, điện cực mềm, điện cực cáp, điện cực kim...), các điện cực này sẽ phát ra các bức xạ điện từ có tần số đúng bằng tần số của dòng điện trong mạch.
Khi đặt phần tổ chức cơ thể hay các vật dẫn điện khác trong điện từ trường của dòng điện cao tần, các phân tử lưỡng cực trong cơ thể (một đầu âm một đầu dương, điển hình là phân tử nước) sẽ xoay theo sự đảo chiều của dòng điện với tần số rất cao bằng tần số dòng điện, động năng của các phân tử này sẽ chuyển thành nhiệt năng làm tổ chức nóng lên.
Khác với các phương pháp nhiệt bề mặt chỉ tác dụng nhiệt ở nông, nhiệt do sóng ngắn tạo ra là nhiệt sâu, hay nhiệt khối, còn gọi là nội nhiệt, tức là năng lượng lý học trực tiếp truyền theo 3 chiều của khối tổ chức, năng lượng này chuyển thành nhiệt. Nhiệt khối làm cho cơ thể dễ chịu (hợp sinh lý) hơn nhiệt bề mặt. Khả năng sinh nhiệt của tổ chức dưới tác dụng của sóng ngắn phụ thuộc vào hằng số điện môi và dung kháng của tổ chức đó. Nếu tổ chức có nhiều nước và điện giải thì khả năng sinh nhiệt càng cao, ngược lại tổ chức có hàm lượng nước và điện giải thấp thì khả năng sinh nhiệt kém. Ví dụ: khi dùng dòng cao tần 2450 MHz thì nhiệt độ của các tổ chức tăng lên như sau: mô cơ là 50-52 °C, mô gan là 43-45 °C, mô da là 40-43 °C.

### Nhiệt cơ học - siêu âm
Âm là những dao động cơ học của vật chất trong môi trường giãn nở. Tai người có thể nghe được những sóng âm trong phạm vi giai tần 20-20.000 Hz. Những âm có tần số dưới 20 Hz gọi là hạ âm, trên 20.000 Hz gọi là siêu âm; đây là hai vùng âm mà tai người không thể nghe được. Trong điều trị người ta dùng siêu âm có tần số 0,7-3 MHz, trong chẩn đoán có thể dùng tần số tới 10M Hz.
Sóng siêu âm là sóng dọc, tức là dao động cùng chiều với chiều lan truyền sóng. Siêu âm chỉ truyền trong môi trường giãn nở (trừ chân không). Sóng âm tạo nên một sức ép làm thay đổi áp lực môi trường. Tại một vị trí nào đó trong môi trường, ở nửa chu kỳ đầu của sóng áp lực tại đó tăng, trong nửa chu kỳ sau lại giảm gây ra hiệu ứng cơ học của siêu âm. Sự sinh nhiệt trong tổ chức do tác dụng của siêu âm là do hiện tượng cọ xát chuyển từ năng lượng cơ học sang năng lượng nhiệt. Đối với siêu âm, có thể tác động tới độ sâu 1/2 từ 3–5 cm.
So với các tác nhân vật lý khác, siêu âm có thể làm tăng nhiệt độ ở mô sâu hơn và phạm vi chống chỉ định hẹp hơn.

## Nhiệt lạnh

### Tác dụng
Có hai cách sử dụng nhiệt lạnh:
- Nếu tác dụng nhiệt lạnh kéo dài sẽ làm các mạch máu nhỏ co lại dẫn đến tốc độ dòng máu chậm lại và giảm tuần hoàn tại chỗ, giảm chuyển hóa, giảm tiêu thụ oxy, giảm tính thấm thành mạch và khả năng xuyên mạch của bạch cầu, giảm phù nề, giảm phản ứng viêm và đau cấp, giảm trương lực cơ. Vì vậy điều trị bằng nhiệt lạnh có tác dụng làm giảm phù nề, giảm đau cấp.
- Nếu tác động nhiệt lạnh không liên tục (như chà xát đá) thì sự tác động lên vận mạch lúc đầu gây co mạch sau đó gây giãn mạch xung huyết làm tăng lưu lượng tuần hoàn, tăng tầm vận động khớp ở bệnh nhân co cứng khớp, giảm co giật cơ.

### Chỉ định
- Các chứng đau cấp như: đau ngay sau chấn thương, đau răng, đau đầu.
- Hạn chế xuất huyết, phù nề ở nông.
- Hạn chế viêm cấp.
- Hạ thân nhiệt khi sốt cao.
- Giảm đau trong một số trường hợp tổn thương thần kinh ngoại vi, đau co cứng cơ.

### Các phương pháp điều trị nhiệt lạnh
- Chườm đá: là phương pháp hay dùng nhất, có thể cho đá lạnh vào túi rồi đắp lên vùng điều trị, để giảm đau cấp.
- Chà xát đá: để giảm đau co cứng cơ.
- Ngâm lạnh: phương pháp này chỉ áp dụng với chân và tay.
- Bình xịt thuốc tê lạnh Kelen: dùng trong chấn thương thể thao.